# Justicia culebritae
Justicia culebritae är en akantusväxtart som beskrevs av Ignatz Urban. Justicia culebritae ingår i släktet Justicia och familjen akantusväxter. Inga underarter finns listade i Catalogue of Life.